# Iwan I. (Russland)

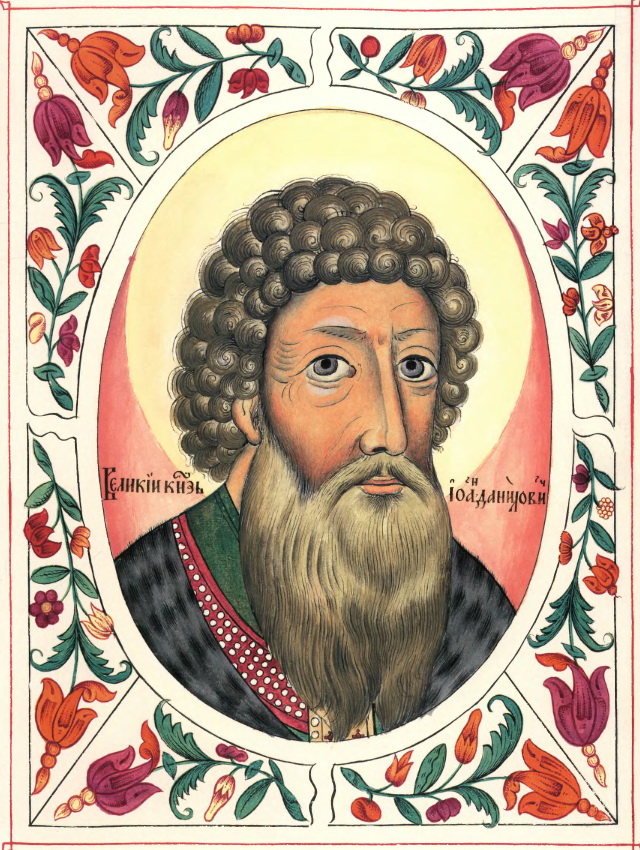
Iwan I. Kalita – Porträt aus dem 17. Jahrhundert

Iwan I. Danilowitsch (russisch: Иван I Данилович), auch Kalita (russisch: Калита), (* 1288 in Moskau; † 1341 ebenda) war seit 1325 Fürst von Moskau. Sein Beiname Kalita bedeutet Geldbeutel, Geldsack. Nach der Verlegung des Metropolitensitzes nach Moskau 1326 und durch den Sieg über seinen Rivalen Alexander von Twer wurde er 1328 zum Großfürsten von Wladimir ernannt und von Usbek Khan zum ersten Großfürsten von Moskau erhoben, das allerdings unter der Herrschaft der Goldenen Horde stand.

## Leben

### Herkunft und Aufstieg zum Großfürsten von Wladimir und Moskau
Iwan Kalita war der jüngste Sohn und das sechste Kind des Moskauer Fürsten Daniel Alexandrowitsch (1261–1303) und seiner Frau Maria. Er war auch ein jüngerer Bruder von Juri III. (1303–1325). Dieser regierte zunächst als Großfürst in Wladimir, Fürst von Nischni Nowgorod und Moskau, bevor er 1325 vor den Augen Usbek Khans von seinem Gegner Dimitri von Twer erschlagen wurde. Nach der Hinrichtung Dimitris 1326 wurde dessen Bruder Alexander Michailowitsch der neue Großfürst. 1327 erhob sich die Bevölkerung von Twer zu Mariä Himmelfahrt gegen die Willkürherrschaft der Mongolen und metzelte eine hochgestellte Deputation nieder, die aus Sarai nach Twer entsandt worden war, um die Eintreibung des Tributes zu überwachen. Alexander hatte gezögert, ob er sich auf die Seite der Aufständischen schlagen solle oder den Mongolen treu bleiben, und sich schließlich für die Rebellen entschieden. Daraufhin zog Iwan Kalita an der Spitze eines mongolischen Heeres gegen Twer, eroberte die Stadt und ließ das Fürstentum Twer verwüsten.
Alexander floh in die unter litauischem Einfluss stehende Stadt Pskow. Usbek Khan setzte Alexander 1328 als Großfürst ab und übertrug Iwan Kalita diesen Titel. Die Großfürstenwürde teilte er sich zunächst mit Alexander Wassiljewitsch von Susdal. 1331 bestimmte der Khan Iwan zum alleinigen Großfürsten von Wladimir-Moskau.
Bereits 1326 hatte der Metropolit von Kiew und ganz Russland, Peter, seinen Sitz von Wladimir nach Moskau verlegt. Moskau unterstützte Peter, und umgekehrt stärkte auch die orthodoxe Kirche unter Peter und seinem Nachfolger Theognostus dem Fürstentum Moskau den Rücken, auch wenn Letzteres ein eifriger Vasall der islamischen Tataren war. Die Verlegung des Metropolitansitzes bedeutete die endgültige Anerkennung der Vorherrschaft Moskaus über die gesamte Rus.

### Iwan Kalita als Großfürst von Wladimir-Moskau
Iwan Kalita war ein zuverlässiger Steuereintreiber der Mongolen. Anders als in den Jahrzehnten zuvor setzten die Mongolen im frühen 14. Jahrhundert in dieser Funktion auf russische Fürsten und nicht mehr auf Steuereintreiber aus dem eigenen Volk. Dem Großfürsten von Wladimir-Moskau kam in diesem System eine Schlüsselstellung zu. Iwan garantierte den Mongolen eine verhältnismäßige Ruhe in der Rus und begründete so mit Hilfe der Goldenen Horde den Aufstieg Moskaus. Zugleich begann er mit dem Sammeln der russischen Erde, eine Politik, die spätere Großfürsten und Zaren fortsetzten. Da Iwan Kalita einen Großteil der in der ganzen Rus eingezogenen Steuern beziehungsweise Tribute in die eigene Taschen füllte, nahm seine Macht beständig zu. Denn dank dieser Einnahmen konnte Moskau durch den Kauf von Ländereien, ganzer Dörfer und sogar kleine Fürstentümer sein Territorium vergrößern. Zudem mehrte Moskau seine Macht durch Heiraten. Schließlich führte Iwan Kalita mehrere Feldzüge gegen die reiche Handels- und Hansestadt Nowgorod und plünderte diese mindestens viermal. Allerdings gelang es ihm nicht, die Republik Nowgorod dem Großfürstentum Moskau einzuverleiben. Auch Smolensk, Rostow und andere Städte, die ihr Haupt zu heben gewagt hatten, hielt Iwan Kalita im Dienst der Goldenen Horde mit Gewalt in Zucht. Da dem Khan jedoch an einer Einigung Russlands unter einem mächtigen Großfürsten nicht gelegen sein konnte, entzog er Iwan Kalita einen Teil der mit dem Moskauer Großfürstentum verbundenen Gebiete. Aus ihnen entstand um die Mitte des 14. Jahrhunderts das Großfürstentum Nischni Nowgorod.
Als neuer Großfürst reiste Iwan Kalita viermal nach Sarai. 1337 versuchten Alexander Michailowitsch und dessen Sohn Fjodor mit litauischer Hilfe, die Großfürstenwürde zurückzugewinnen. Bei Verhandlungen mit den Mongolen fielen sie einer Intrige, bei der Iwan vermutlich seine Finger im Spiel hatte, zum Opfer und wurden 1338 durch Vierteilung hingerichtet.
Iwan Kalita förderte mehrere Bauten in Moskau. 1326 legte er im Moskauer Kreml den Grundstein für die erste steinerne Kirche in Moskau, die Vorgängerin der heutigen Mariä-Himmelfahrts-Kathedrale, eine Voraussetzung für die Verlegung des Sitzes des Oberhaupts der russischen Kirche von Wladimir nach Moskau. 1329 veranlasste er den Weiterbau des Kreml, kurze Zeit darauf die Errichtung neuer hölzerner Befestigungsanlagen.
Das Testament Iwans I. ist das älteste erhaltene Testament eines altrussischen Fürsten, in ihm bestimmte er seinen ältesten Sohn Simeon Iwanowitsch zum Nachfolger.

## Nachwirkungen seiner Politik
Karl Marx sah in Iwan Kalita den (erfolgreichen) Handlanger der Mongolenherrschaft in Russland, er sei eine Mischung aus „den Charakteren des tatarischen Henkers, Einbläsers und Obersklaven“. Doch die Strategie des Großfürsten Iwan Kalita sollte sich als richtig erweisen: Das Moskauer Großfürstentum litt im Laufe von vierzig Jahren nicht unter den zerstörenden tatarischen Invasionen und erlebte einen wirtschaftlichen Aufschwung. Moskau konnte Kräfte sammeln und 1380 besiegte unter Dmitri Donskoi, einem Enkel Iwans I., die Tataren auf dem Kulikovo-Feld, wo die Horde die erste ernste Niederlage durch eine russische Armee erlitt.